# En drottning abdikerar
En drottning abdikerar (The abdication) är en brittisk långfilm från 1974 av Anthony Harvey om drottning Kristina som utspelar sig i Rom då drottningen just abdikerat. Liv Ullmann har rollen som drottning Kristina. Även Peter Finch har en ledande roll.

## Rollista
| Peter Finch      | – Decio Azzolino den yngre    |
| Liv Ullmann      | – drottning Kristina          |
| Cyril Cusack     | – Axel Oxenstierna            |
| Paul Rogers      | – Altieri                     |
| Graham Crowden   | – kardinal Barberini          |
| Michael Dunn     | – dvärg                       |
| Kathleen Byron   | – drottningmoder              |
| Lewis Fiander    | – Fader Dominic               |
| Harold Goldblatt | – Pinamonti                   |
| Tony Steedman    | – Carranza                    |
| Noel Trevarthen  | – Ginetti                     |
| Richard Cornish  | – Charles                     |
| James Faulkner   | – Magnus Gabriel De la Gardie |
| Edward Underdown | – Gustav II Adolf             |
| Franz Drago      | – Birgito                     |